# Водне поло на літніх Олімпійських іграх 1976
Змагання з водного поло на літніх Олімпійських іграх 1976 в Монреалі тривали з 18 до 27 липня в Спортивному комплексі Клода-Робіяра і Олімпійському басейні. 12 чоловічих збірних розіграли 1 комплект нагород. 
У попередньому раунді збірні поділили на три групи по чотири команди. Два перші місця з кожної групи сформували фінальну групу для визначення місць з 1-го по 6-те. Треті та четверті збірні сформували групу для визначення місць з 7-го по 12-те.

## Кваліфікація[3]
| Дисципліна                          | Дати              | Господарі       | К-ть квот | Кваліфікувалися |
| ----------------------------------- | ----------------- | --------------- | --------- | --------------- |
| Країна-господарка                   | 12 травня 1970    | Амстердам       | 1         | Канада          |
| Азійські ігри 1974                  | 2—7 вересня 1974  | Тегеран         | 1         | Іран            |
| Чемпіонат світу 1975                | 19—25 липня 1975  | Калі (місто)    | 6         | СРСР            |
| Чемпіонат світу 1975                | 19—25 липня 1975  | Калі (місто)    | 6         | Угорщина        |
| Чемпіонат світу 1975                | 19—25 липня 1975  | Калі (місто)    | 6         | Італія          |
| Чемпіонат світу 1975                | 19—25 липня 1975  | Калі (місто)    | 6         | Куба            |
| Чемпіонат світу 1975                | 19—25 липня 1975  | Калі (місто)    | 6         | Румунія         |
| Чемпіонат світу 1975                | 19—25 липня 1975  | Калі (місто)    | 6         | ФРН             |
| Панамериканські ігри 1975           | 16—20 жовтня 1975 | Мехіко          | 1         | Мексика         |
| Європейський кваліфікаційний турнір | 23—25 квітня 1976 | Західний Берлін | 1         | Югославія       |
| Океанійський кваліфікаційний турнір |                   |                 | 1         | Австралія       |
| Африканський кваліфікаційний турнір |                   |                 | 1         | Нігерія         |
| Перерозподіл                        |                   |                 | 1         | Нідерланди      |
| Загалом                             |                   |                 | 12        |                 |

## Медалісти
| Золото | Срібло | Бронза |
| Угорщина (HUN)Габор Цапо Тібор Червеняк Тамаш Фараго Дєрдь Герендаш Дєрдь Хоркаї Дєрдь Кенез Ференц Конрад Ендре Мольнар Ласло Шароші Аттіла Шудар Іштван Сівош, мол. | Італія (ITA)Умберто Панераї Рольдано Сімеоні Ріккардо Де Маджистріс Алессандро Гібелліні Санте Марсілі Вінченцо Д'Анджело Марчелло Дель Дука Джанні Де Маджистріс Альберто Альберані Сільвіо Бараккіні Луїджі Кастаньйола | Нідерланди (NED)Алекс Буґсхотен Тон Бюнк Піт де Зварте Енді Гуперман Еверт Крон Ніко Ландеверд Ганс Смітс Ґейзе Стробур Рік Тонен Ганс ван Зеланд Ян Еверт Вер |

## Збірні-учасниці
| Група A - Куба - Іран - Італія - Югославія | Група B - Мексика - Нідерланди - Румунія - СРСР | Група C - Австралія - Канада - Угорщина - ФРН |

## Попередній раунд

### Група A
|    | Збірна    | Очки | І | В | Н | П | ГЗ | ГП | РГ  |
| -- | --------- | ---- | - | - | - | - | -- | -- | --- |
| 1. | Італія    | 5    | 3 | 2 | 1 | 0 | 26 | 13 | +13 |
| 2. | Югославія | 4    | 3 | 1 | 2 | 0 | 25 | 10 | +15 |
| 3. | Куба      | 3    | 3 | 1 | 1 | 1 | 22 | 15 | +7  |
| 4. | Іран      | 0    | 3 | 0 | 0 | 3 | 4  | 39 | –35 |

- 18 липня 1976

| Югославія | 4 – 4  | Куба |
| Італія    | 12 – 1 | Іран |

- 19 липня 1976

| Югославія | 15 – 0 | Іран |
| Італія    | 8 – 6  | Куба |

- 20 липня 1976

| Югославія | 6 – 6  | Італія |
| Куба      | 12 – 3 | Іран   |

### Група B
|    | Збірна     | Очки | І | В | Н | П | ГЗ | ГП | РГ  |
| -- | ---------- | ---- | - | - | - | - | -- | -- | --- |
| 1. | Нідерланди | 6    | 3 | 3 | 0 | 0 | 14 | 10 | +4  |
| 2. | Румунія    | 3    | 3 | 1 | 1 | 1 | 18 | 14 | +4  |
| 3. | СРСР       | 3    | 3 | 1 | 1 | 1 | 14 | 12 | +2  |
| 4. | Мексика    | 0    | 3 | 0 | 0 | 3 | 10 | 20 | –10 |

- 18 липня 1976

| Нідерланди | 5 – 3 | Мексика |
| Румунія    | 5 – 5 | СРСР    |

- 19 липня 1976

| Нідерланди | 3 – 2 | СРСР    |
| Румунія    | 8 – 3 | Мексика |

- 20 липня 1976

| Нідерланди | 6 – 5 | Румунія |
| СРСР       | 7 – 4 | Мексика |

### Група C
|    | Збірна    | Очки | І | В | Н | П | ГЗ | ГП | РГ |
| -- | --------- | ---- | - | - | - | - | -- | -- | -- |
| 1. | Угорщина  | 6    | 3 | 3 | 0 | 0 | 15 | 8  | +2 |
| 2. | ФРН       | 4    | 3 | 2 | 0 | 1 | 9  | 7  | +2 |
| 3. | Канада    | 2    | 3 | 1 | 0 | 2 | 8  | 14 | –6 |
| 4. | Австралія | 0    | 3 | 0 | 0 | 3 | 14 | 17 | –3 |

- 18 липня 1976

| Угорщина | 7 – 6 | Австралія |
| Канада   | 0 – 5 | ФРН       |

- 19 липня 1976

| ФРН    | 4 – 3 | Австралія |
| Канада | 2 – 4 | Угорщина  |

- 20 липня 1976

| Угорщина | 4 – 0 | ФРН       |
| Канада   | 6 – 5 | Австралія |

## Класифікаційний раунд

### Група D
|     | Збірна    | Очки | І | В | Н | П | ГЗ | ГП | РГ  |
| --- | --------- | ---- | - | - | - | - | -- | -- | --- |
| 7.  | Куба      | 9    | 5 | 4 | 1 | 0 | 34 | 16 | +18 |
| 8.  | СРСР      | 7    | 5 | 3 | 1 | 1 | 33 | 16 | +17 |
| 9.  | Канада    | 6    | 5 | 2 | 2 | 1 | 27 | 21 | +6  |
| 10. | Мексика   | 5    | 5 | 1 | 3 | 1 | 26 | 19 | +5  |
| 11. | Австралія | 3    | 5 | 1 | 1 | 3 | 22 | 25 | –3  |
| 12. | Іран      | 0    | 5 | 0 | 0 | 5 | 8  | 53 | –45 |

- 22 липня 1976

| Куба    | 5 – 0 1 | СРСР      |
| Канада  | 4 – 3   | Австралія |
| Мексика | 11 – 3  | Іран      |

- 23 липня 1976

| СРСР      | 4 – 3 | Мексика |
| Канада    | 5 – 7 | Куба    |
| Австралія | 8 – 2 | Іран    |

- 24 липня 1976

| Куба   | 4 – 4 | Мексика   |
| СРСР   | 7 – 2 | Австралія |
| Канада | 8 – 1 | Іран      |

- 26 липня 1976

| Куба      | 10 – 2 | Іран    |
| Канада    | 6 – 6  | СРСР    |
| Австралія | 4 – 4  | Мексика |

- 27 липня 1976

| Куба   | 8 – 5  | Австралія |
| СРСР   | 16 – 0 | Іран      |
| Канада | 4 – 4  | Мексика   |

1 Збірна СРСР не з'явилася на матч через хворобу гравців.

### Група E
|    | Збірна     | Очки | І | В | Н | П | ГЗ | ГП | РГ |
| -- | ---------- | ---- | - | - | - | - | -- | -- | -- |
| 1. | Угорщина   | 9    | 5 | 4 | 1 | 0 | 30 | 24 | +6 |
| 2. | Італія     | 6    | 5 | 2 | 2 | 1 | 21 | 20 | +1 |
| 3. | Нідерланди | 6    | 5 | 2 | 2 | 1 | 18 | 17 | +1 |
| 4. | Румунія    | 5    | 5 | 1 | 3 | 1 | 26 | 25 | +1 |
| 5. | Югославія  | 3    | 5 | 0 | 3 | 2 | 21 | 24 | –3 |
| 6. | ФРН        | 1    | 5 | 0 | 1 | 4 | 15 | 21 | –6 |

- 22 липня 1976

| Угорщина   | 6 – 5 | Італія    |
| Нідерланди | 3 – 2 | ФРН       |
| Румунія    | 5 – 5 | Югославія |

- 23 липня 1976

| Угорщина   | 5 – 3 | ФРН       |
| Італія     | 5 – 4 | Югославія |
| Нідерланди | 4 – 4 | Румунія   |

- 24 липня 1976

| Угорщина  | 5 – 3 | Нідерланди |
| Італія    | 4 – 4 | Румунія    |
| Югославія | 4 – 4 | ФРН        |

- 26 липня 1976

| Угорщина   | 9 – 8 | Румунія   |
| Італія     | 4 – 3 | ФРН       |
| Нідерланди | 5 – 3 | Югославія |

- 27 липня 1976

| Угорщина | 5 – 5 | Югославія  |
| Італія   | 3 – 3 | Нідерланди |
| Румунія  | 5 – 3 | ФРН        |

## Підсумкове положення
| 1. Угорщина 2. Італія 3. Нідерланди 4. Румунія 5. Югославія 6. ФРН 7. Куба 8. СРСР 9. Канада 10. Мексика 11. Австралія 12. Іран | \| Олімпійські чемпіони 1976 \| \| ------------------------- \| \| Угорщина Шостий титул \| |
| Олімпійські чемпіони 1976 |                                                                                             |
| Угорщина Шостий титул |                                                                                             |